# Horace Andy
Horace Andy o Sleepy, pseudonimo di Horace Keith Hinds (Kingston, 19 febbraio 1951), è un cantante giamaicano, ed uno dei più importanti e noti cantanti di roots reggae.

## Biografia
Horace Keith Hinds nasce ad Allman Town, un quartiere di Kingston. Il cugino Justin Hinds, famoso per aver fondato negli anni 60 il gruppo The Dominoes, lo introduce nel mondo della musica reggae.
Nel 1967, a 16 anni, registra il suo primo singolo con il produttore George Phil Pratt.
Dal 1970  inizia la sua collaborazione con l'etichetta Studio One di Clement "Coxsone" Dodd, il quale per non farlo confondere dal pubblico con il cugino, già noto, gli suggerisce di farsi chiamare Horace Andy.
Raggiunge la notorietà nel 1972 con il singolo Skylarking.
Dopo l'esperienza a Studio One, Horace Andy collabora con molti dei maggiori produttori giamaicani dell'epoca: Bunny Lee, Augustus Gussie Clarke, Leonard Santic Chin, Keith Hudson, Derrick Harriott, Winston Holness (Aka Niney The Observer), King Tubby e Prince Jammy.
Nel 1973 realizza il suo secondo album, prodotto da Bunny Lee: You are my Angel (su etichetta Trojan).
Del 1977 è invece uno dei suoi album più famosi: In the Light, registrato per l'etichetta Hungy Town di Everton Da Silva. Questo album, da tempo non più reperibile sul mercato, è stato ristampato su CD dall'etichetta inglese Blood and Fire nel 1995, accompagnato dall'intero disco dub (In the Light Dub).

## La seconda giovinezza

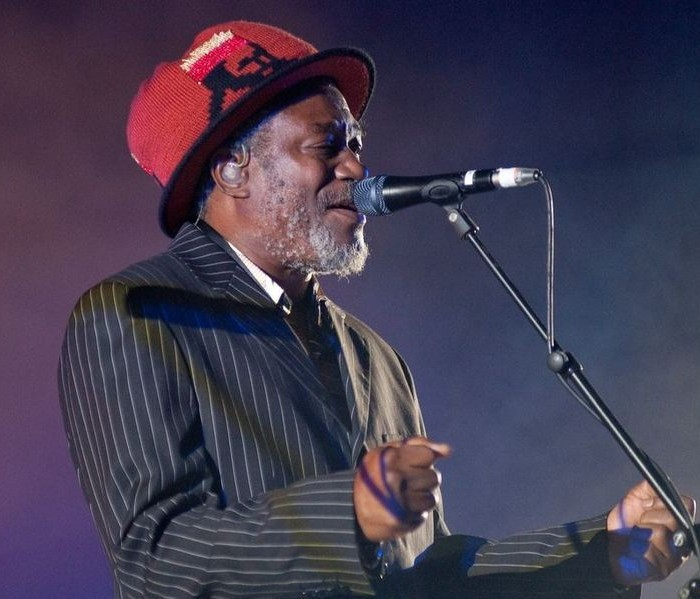
Horace Andy dal vivo con i Massive Attack a Mosca, 2009

Dopo la brillante carriera giovanile, per molti anni Horace Andy era stato quasi completamente dimenticato dal grande pubblico: il suo "nuovo" successo ha preso avvio a seguito della collaborazione avuta nei primi tre dischi del gruppo inglese trip hop Massive Attack, nella prima metà degli anni novanta.
In Blue Lines, primo album dei Massive Attack, del 1991, Horace Andy canta 3 canzoni: One Love, Five Man Army e Hymn of the Big Wheel.
In Protection, disco del 1995, Horace Andy canta 2 canzoni: Spying Glass e Light My Fire (cover dell'omonimo brano dei The Doors). In Mezzanine, del 1998, canta Angel, Man Next Door ed Exchange. Infine in Heligoland, del 2010, collabora in Splitting the atom e Girl I love you.
Complici anche il ritorno nel reggae alle sonorità degli esordi (il cosiddetto roots reggae) e l'intensa attività di riscoperta e di ripubblicazione di veri e propri capolavori della musica reggae intrapresa da alcune etichette quali Blood and Fire e Pressure Sounds, la carriera di Horace Andy ha un nuovo impulso portandolo a incidere nuovi dischi e ad esibirsi dal vivo in tutto il mondo, Italia compresa.
Famoso per il suo particolare e riconoscibilissimo stile vocale, il falsetto, è un fedele devoto della dottrina rasta e molte delle sue canzoni trattano temi religiosi e di giustizia sociale.
Tra i brani più famosi ricordiamo You are my Angel, Skylarking, Problems, Money Money, Government Land.

## Discografia

### Album in studio
- 1969 - Skylarking (Studio One)
- 1973 - You Are My Angel (Trojan)
- 1974 - Best of (Studio One)
- 1974 - Get Wise (Sunshot)
- 1974 - Horace Andy & Winston Jarrett & The Wailers - The Kingston Rock (AKA Earth Must Be Hell) (RCA)
- 1977 - In The Light
- 1977 - In The Light Dub
- 1978 - Natty Dread A Weh She Want (New Star)
- 1979 - Pure Ranking (Clocktower)
- 1980 - Showcase (Tad's)
- 1980 - Horace Andy & Errol Scorcher - Unity Showcase (12 Stars)
- 1982 - Bim Sherman Meets Horace Andy and U Black - In A Rub A Dub Style (Yard)
- 1982 - Exclusively Horace Andy (Solid Groove)
- 1983 - Dance Hall Style (Wackies)
- 1985 - Dennis Brown & Horace Andy - Reggae Superstars Meet (Striker Lee)
- 1985 - Confusion (Music Hawk)
- 1985 - Horace Andy & Patrick Andy - Clash Of The Andys (Thunder Bolt)
- 1985 - Horace Andy & Rhythm Queen - Elementary (Rough Trade)
- 1987 - Everyday People (Wackies)
- 1987 - Haul And Jack Up (Live And Love)
- 1988 - Fresh (Island In The Sun)
- 1988 - Shame and Scandal
- 1988 - Everyday People (Wackies)
- 1994 - Jah Shaka & Horace Andy - Jah Shaka Meets Horace Andy (Jah Shaka Music)
- 1994 - Dub Salute 1 Featuring Horace Andy (Jah Shaka Music)
- 1995 - Seek and You Will Find (Blackamix International)
- 1995 - Seek and You Will Find - The Dub Pieces (Blackamix International)
- 1995 - Life Is For Living (Ariwa)
- 1997 - Roots and Branches (Ariwa)
- 1999 - Living In The Flood (Melankolic)
- 2002 - Mek It Bun (Wrasse)
- 2004 - From the Roots: Horace Andy Meets Mad Professor (RAS)
- 2005 - This World (Attack Records)
- 2007 -  Horace Andy & Sly & Robbie - Livin' It Up (Medium)
- 2008 - On Tour (Sanctuary Records)
- 2009 - Two Phazed People (Don't Touch)
- 2010 - Serious Times (Studio One)
- 2022 - Midnight Rocker

### Raccolte
- 1993 - Rude Boy (Shanachie)
- 1996 - Slylarking (Melankolic/Virgin)
- 1997 - Good Vibes 1975-1979 (Blood and Fire)
- 1998 - Mr. Bassie (Heartbeat)
- 1998 - See and Blind (Heartbeat)

### Collaborazioni e partecipazioni
- 1991 - Blue Lines dei Massive Attack
- 1994 - Protection dei Massive Attack
- 1998 - Mezzanine dei Massive Attack
- 2003 - 100th Window dei Massive Attack
- 2010 - Heligoland dei Massive Attack